# Jung So-min
Jung So-min (* 16. März 1989 in Seoul; wirklicher Name Kim Yun-ji) ist eine südkoreanische Schauspielerin.

## Leben
Jung So-min wurde am 16. März 1989 in Seoul geboren. Sie hat einen jüngeren Bruder. Sie lernte Ballett von der Grundschule bis zur Mittelschule, hörte aber auf, da ihre Eltern dagegen waren und lernte traditionellen, koreanischen Tanz in der Highschool.
Anfangs verriet sie ihrem Vater nicht, dass sie sich für das Fach „Schauspiel“ an den Universitäten bewarb und er war anfangs gar nicht erfreut, bis er sah, dass er keine Studiengebühren zahlen musste durch ein Stipendium. In einem Interview verriet Jung, dass sie gerne eine Schauspielerin wäre, bei der die Menschen eher ihre Rolle als sie selbst im Kopf behalten.
Jung So-min bekam viel Aufmerksamkeit durch ihre Nebenrolle in dem Fernsehdrama Bad Guy (2010). Danach erhielt sie die Hauptrolle in der Serie Playful Kiss, einer Adaption des japanischen Mangas Itazura na Kiss. 2013 spielte sie die Hauptrolle in dem Fernsehfilm Came to Me and Became a Star, der eine Liebesgeschichte zwischen zwei Menschen in armen Verhältnissen schildert.
2015 spielte sie eine der Hauptrollen in dem Coming-of-Age-Film Twenty an der Seite von Kim Woo-bin, Lee Jun-ho, Kang Ha-neul, Lee Yu-bi und Min Hyo-rin.

## Filmografie

### Filme
- 2009: The Worst Friends (최악의 친구들 Choeak-ui Chingu-deul)
- 2013: Drama Special „Came to Me and Became a Star“ (나에게로 와서 별이 되었다 Na-egero Waseo Byeol-i Doetda, KBS2)
- 2015: Twenty (스물 Seumul)
- 2015: Boy from Wonderland (앨리스: 원더랜드에서 온 소년 Aelliseu: Wondeoraendeu-eseo On Sonyeon)
- 2017: Daddy You, Daughter Me (아빠는 딸 Appa-neun Ttal)
- 2018: Golden Slumber (골든 슬럼버)
- 2022: Project Wolf Hunting (늑대사냥)
- 2023: Love Reset (30일)

### Fernsehserien
- 2010: Bad Guy (나쁜 남자 Nappeun Namja, SBS)
- 2010: Playful Kiss (장난스런 키스 Jangnanseureon Kiseu, MBC)
- 2012: Standby (스탠바이, MBC)
- 2012: Can We Get Married? (우리가 결혼할 수 있을까 Uri-ga Gyeolhonhal Su Isseulkka, jTBC)
- 2014: Miss Korea (미스코리아, Cameo-Auftritt in Episode 20, MBC)
- 2014: Big Man (빅맨, KBS2)
- 2015: D-Day (디데이, jTBC)
- 2016: The Sound of Your Heart (마음의 소리 Maeum-ui Sori)
- 2017: My Father is Strange (아버지가 이상해)
- 2017: Because This Is My First Life (이번 생은 처음이라)
- 2018: What’s Wrong with Secretary Kim (김비서가 왜 그럴까)
- 2018: The Smile Has Left Your Eyes (하늘에서 내리는 일억개의 별)
- 2022: Alchemy of Souls (환혼, Hwanhon)
- 2024: Love Next Door (Netflix)[5]

## Auszeichnungen
2010
- 18th Korean Culture and Entertainment Awards: Best New Actress for TV für Playful Kiss (Jangnanseureon Kiseu)

2011
- Asia Model Festival: New Star Award für Playful Kiss (Jangnanseureon Kiseu)

2012
- MBC Entertainment Award: Beste Newcomerin in einer Komödie/Sitcom für Standby